# Park Narodowy Cúc Phương
Park Narodowy Cúc Phương (wiet. Vườn quốc gia Cúc Phương) – park narodowy w północnym Wietnamie.
W 1960 roku został tu utworzony rezerwat leśny, który w 1962 roku został przeształcony w Park Narodowy decyzją Hồ Chí Minha prezydenta Wietnamu.
W parku występuje ponad 97 gatunków ssaków, 320 gatunków ptaków i 36 gatunków gadów. Natomiast gatunków roślin jest ponad 2 000, z czego 433 mają własności lecznicze.
Najlepszy czas na zwiedzanie parku przypada na porę suchą – okres od listopada do lutego. Natomiast w okresie od kwietnia do maja w parku rozmnażają się miliony motyli.